# Helmut Griem
Helmut Griem, född 6 april 1932 i Hamburg, död 19 november 2004 i München, var en tysk skådespelare.
Griem var huvudsakligen en tysktalande skådespelare, figurerande på Thaliateatern i Hamburg, Deutsches Schauspielhaus i Hamburg, Burgteatern i Wien, Staatliches Schauspielbühnen i Berlin, på Münchner Kammerspiele, samt på Staatstheater am Gärtnerplatz, även den i München.

## Filmografi
- Spår av sanning (1996)
- Spion in Schwarz (1994)
- Verlassen Sie bitte Ihren Mann (1993)
- Extra Large: Black Magic (1991)
- Attentatet mot Hitler (1990)
- Prickskytten (1986)
- La Passante du Sans-Souci (1982)
- Malou (1981)
- Die Hamburger Krankheit (1979)
- Sergeant Steiner - Mannen med järnkorset (1978)
- Les rendezvous d'Anna (1978)
- Tysk höst (1978)
- Mannen i skuggan (1977)
- Die gläserne Zelle (1977)
- Il deserto dei Tartari (1976)
- De fördömdas resa (1976)
- Children of Rage (1975)
- Cabaret (1972)
- Lek med våld (1972)
- Ludwig (1972)
- Fångläger McKenzie (1970)
- De fördömda (1969)
- För en kvinnas skull (1962)
- Oggi a Berlino (1962)
- Barbara (1961)
- Flickan från Hongkong (1961)
- Operation Terror (1960)